# Karl Eduard Zachariae von Lingenthal

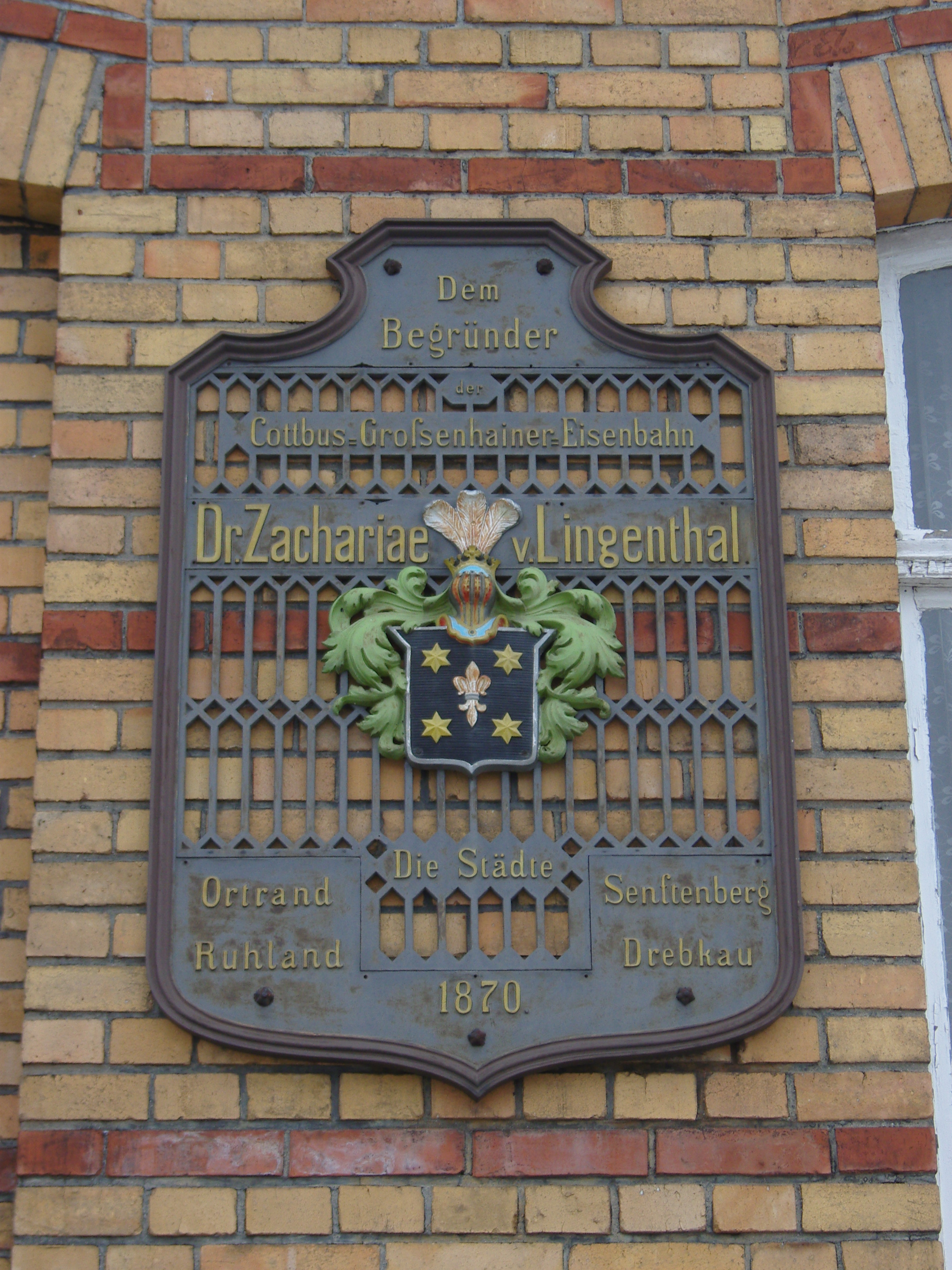
Gedenktafel am Bahnhof in Ortrand

Karl Eduard Zachariae, seit 1842 Zachariae von Lingenthal (* 24. Dezember 1812 in Heidelberg; † 3. Juni 1894 in Großkmehlen), war ein deutscher Rechtshistoriker. Sein Fachgebiet war die byzantinische Rechtsgeschichte.

## Leben
Karl Eduard Zachariae wurde 1812 als Sohn des Heidelberger Rechtsprofessors Karl Salomo Zachariae geboren. Seinen Adelstitel erlangte er, nachdem sein Vater 1842 als Besitzer des Landguts Lingental in den erblichen Adelsstand erhoben wurde. Er besuchte die Fürstenschule Sankt Afra zu Meißen und studierte danach von 1829 bis 1834 in Leipzig, Heidelberg, Berlin und wiederum in Heidelberg Philosophie, Geschichte, Philologie, Mathematik, neuere Sprachen und Rechtswissenschaft. Zu seinen akademischen Lehrern gehörten Anton Friedrich Justus Thibaut, sein Vater Karl Salomo Zachariae, Carl Joseph Anton Mittermaier, Friedrich Carl von Savigny und Friedrich August Biener (1787–1861); vor allem von Savigny und Biener beeinflussten seinen wissenschaftlichen Werdegang. Zu seinem studentischen Umfeld in Heidelberg gehörten der 1848er Revolutionär Friedrich Hecker sowie Albert Sprengel, der später Mitglied der Frankfurter Nationalversammlung war, und der Shakespeareforscher Karl Gisbert Friedrich von Vincke; sein Jurakommilitone Theodor Hoffmeister (1812–1834) zeichnete 1832 ein Jugendporträt Zachariaes.
Nach dem Abschluss des Staatsexamens reiste er 1834 zur Erforschung byzantinischer Handschriften nach Paris und weiter nach Brüssel, London, Oxford, Dublin, Edinburgh und Cambridge. 1836 habilitierte er sich an der Universität Heidelberg und unternahm 1837/38 eine weitere wissenschaftliche Reise, die ihn nach Athen, Saloniki, dem Berg Athos, Konstantinopel und Trapezunt führte. 1841 wurde er Mitglied des Spruchkollegiums und 1842 außerordentlicher Professor in Heidelberg. 1845 entschloss er sich, die Universitätslaufbahn aufzugeben, erwarb einen Teil des Rittergutes Großkmehlen, richtete dort eine landwirtschaftliche Versuchsstation ein und lebte da bis zu seinem Tod 1894.
In Großkmehlen war er neben seiner landwirtschaftlichen Tätigkeit auch politisch aktiv. 1850 wurde er von seinem heimischen Kreis Liebenwerda in das Erfurter Parlament gewählt, wo er sich der Fraktion Stahl, der nachmaligen Kreuzzeitungspartei, anschloss und an den gesetzgeberischen Arbeiten lebhaft teilnahm. Nach der Auflösung des Erfurter Parlaments blieb er derselben Fraktion treu und gehörte ihr weiterhin als Mitglied des Abgeordnetenhauses 1852–1855 und nochmals ab 1866 an. Er war auch Mitglied im Provinziallandtag der Provinz Sachsen. Die Cottbus-Großenhainer Eisenbahn verdankt hauptsächlich ihm ihr Dasein. Von 1869 bis 1876 war er deren Direktor sowie der der Oberlausitzer Eisenbahn-Gesellschaft.
Als praktischer wie theoretischer Landwirt war er einer der ersten, die die Wichtigkeit der Chemie für die Landwirtschaft erkannten und die Theorien von Liebig und die Anschauungen seiner Freunde Reuning und Weinlig in die Praxis umsetzten. Durch die von ihm begonnene Regulierung des Fluss- und Überschwemmungsgebietes der Schwarzen Elster, die Kultivierung des Schradens, Förderung des Straßenbaues und Errichtung der landwirtschaftlichen Versuchsstation, die dann nach Halle verlegt und mit einer landwirtschaftlichen Schule verbunden wurde, machte er sich besonders verdient. Schwerpunkt seiner Tätigkeiten blieben jedoch stets seine juristischen Studien.
Seit 1856 war er korrespondierendes Mitglied der Russischen Akademie der Wissenschaften in Sankt Petersburg und seit 1866 der Preußischen Akademie der Wissenschaften.
Sein Sohn Karl Georg Zachariae von Lingenthal (1842–1907) war Mitglied des Preußischen Abgeordnetenhauses und des Provinziallandtags von Brandenburg.

## Schriften (Auswahl)

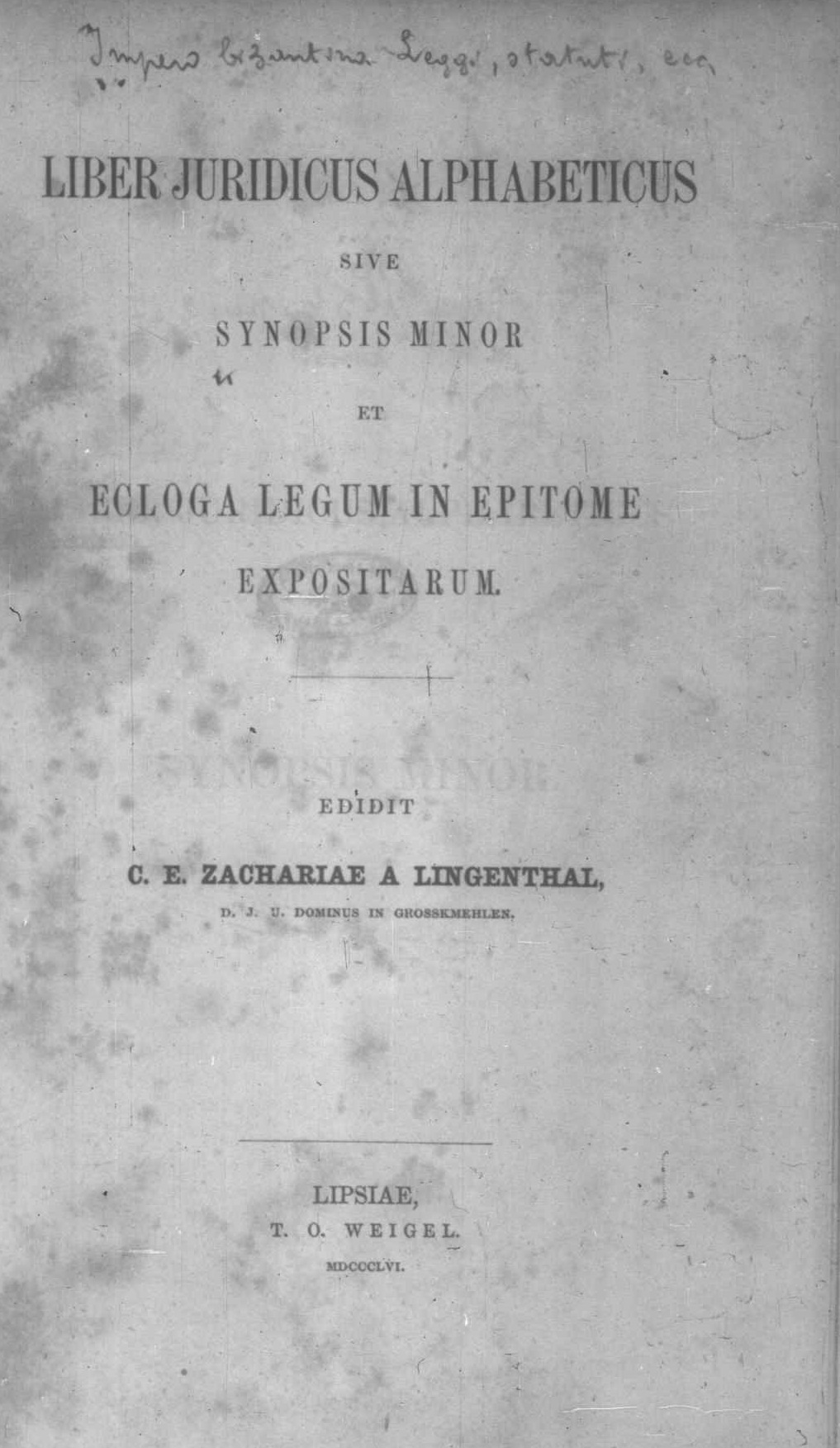
Ius graeco-romanum, 1856

- Fragmenta versionis Graecae legum Rotharis Longobardorum regis, Heidelberg 1835  (Online-Ausgabe)
- Zachariä´s Reise in den Orient Heidelberg 1840 online
- Ius graeco-romanum. Band 2. Weigel, Leipzig 1856 (Latein, beic.it).
  - Ius graeco-romanum. Band 7. Hirschfeld, Leipzig 1884 (Latein, beic.it).
- Beiträge zur Agrarstatistik der preußischen Monarchie, 1860.